# Jean-Baptiste Farochon
Jean-Baptiste-Eugène Farochon fue un grabador, medallista y escultor francés nacido en París el 10 de marzo de 1812 y fallecido el 1 de julio de 1871 en la misma ciudad.

## Datos biográficos
Alumno de David d'Angers en la Escuela de Bellas Artes de París en 1829.
Expuso en el Salón entre 1833 y 1866.
Fue profesor de grabado en la Ecole des Beaux-Arts en 1863.
Su busto, realizado por Gabriel Faraill, uno de sus alumnos, está expuesto en la sala de Victor Schoelcher de esta escuela. 
Premios
- Premio de Roma, en grabado de medalla, 1835.
- Medalla de segunda clase en 1847.
- Recuerdo de medalla en 1859.

## Obras
- En París :

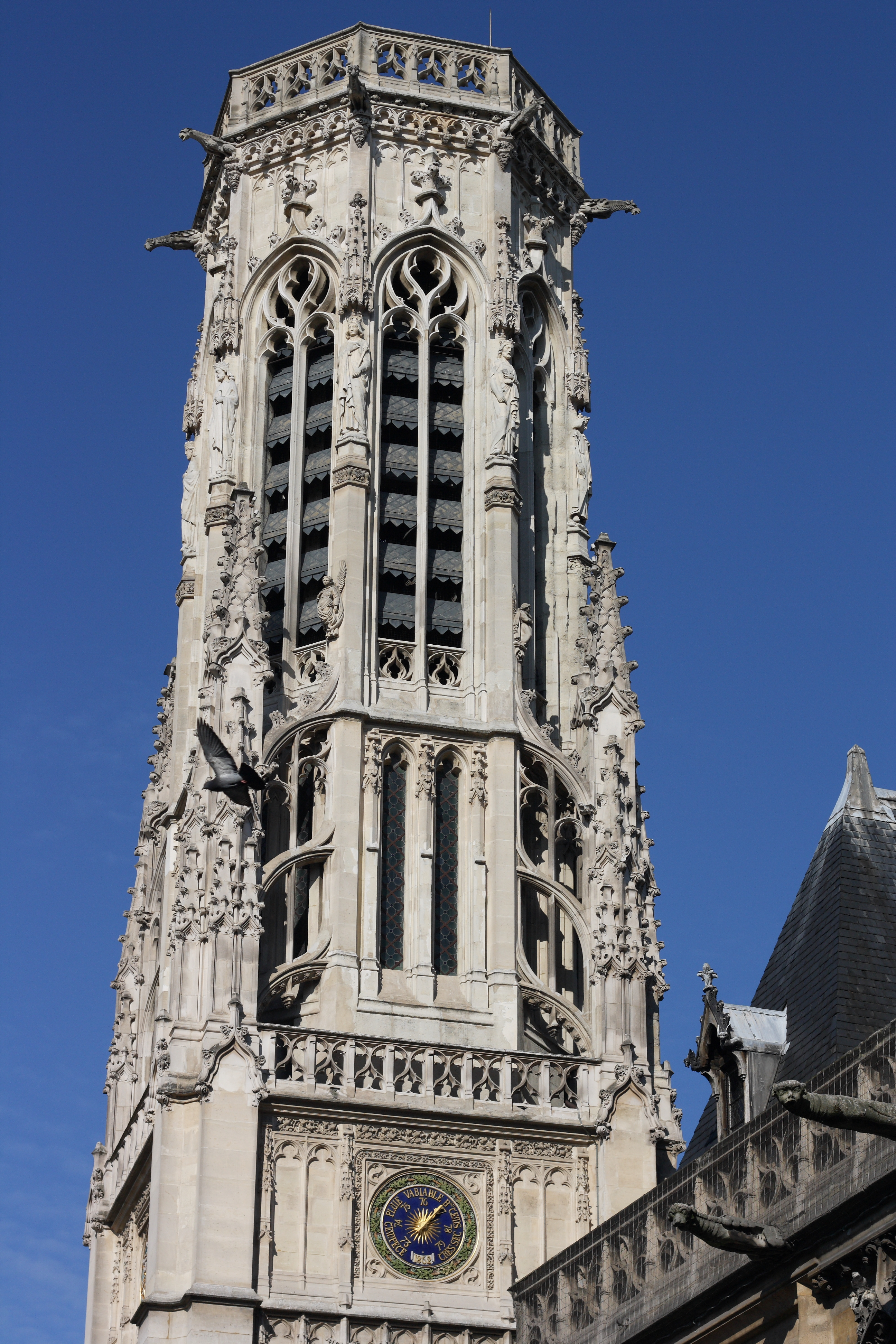
Campanario de la iglesia de Saint-Germain-l'Auxerrois (Paris).

- Iglesia de Saint-Vincent-de-Paul , decoración de la puerta principal, estatuas de bronce de Jesucristo (1843), San Andrés, San Mateo, San Simón, San Juan, Saint Jacques Minero, San Judas Tadeo (1844).
- Église Saint-Jean-Saint-François (dite Sainte-Croix-Saint-Jean Affectée aux catholiques arméniens) ou Église Sainte-Croix des Arméniens , 6 rue Charlot, 3 e arrondissement . Iglesia de San Juan-St. Francisco (conocida como Sainte-Croix-Saint-Jean Asignado a la armenia católica) y la iglesia de Santa Cruz de los armenios , 6 rue Charlot, distrito 3 .
- Basílica de Santa Clotilde
- Iglesia de San Agustín
- Palacio del Louvre
- Torre campanario de la iglesia de Saint-Germain l'Auxerrois .

- Reims o Châlons-sur-Marne o ambas:

- Palacio de Justicia (2 figuras)

En el Museo del Louvre
- Busto en mármol: Jean-Baptiste Rousseau
- Acuarela: Vista del Vaticano
- Medallón en bronce : Jean-Auguste-Dominique Ingres
- Médaillon en bronze : Jean-Baptiste Corot .